# Палмер, Чарльз (стрелок)
Чарльз Палмер (англ. Charles Palmer; 18 августа 1869, Олд-Уорден, Бедфордшир — 14 ноября 1947, Колуин-Бей, Денбишир) — британский стрелок, чемпион и призёр летних Олимпийских игр.
Палмер принял участие в летних Олимпийских играх в Лондоне в стендовой стрельбе. Он стал олимпийским чемпионом в командной стрельбе и разделил пятое место в индивидуальной.
На следующих летних Олимпийских играх 1912 в Стокгольме Палмер участвовал в тех же дисциплинах. Он занял второе место среди команд и 21-е среди отдельных спортсменов.
Через восемь лет, на последних своих летних Олимпийских играх 1920 в Антверпене вместе со своей сборной Палмер занял четвёртое место в командном трапе.